# Gnaty-Lewiski
Gnaty-Lewiski (prononciation : [ˈɡnatɨ lɛˈviski]) est un village de la gmina de Winnica dans le powiat de Pułtusk de la voïvodie de Mazovie, situé dans le centre-est de la Pologne.
La population est de 103 habitants en 2021.

## Histoire
De 1975 à 1998, le village appartenait administrativement à la voïvodie de Ciechanów.